# 인 더 그레이
《인 더 그레이》(영어: In the Grey)는 2025년 개봉 예정인 미국의 액션 영화이다. 가이 리치가 감독과 각본을 맡았다.

## 출연진
- 헨리 카빌
- 제이크 질런홀
- 에이사 곤살레스
- 카를로스 바르뎀
- 피셔 스티븐스
- 로저먼드 파이크